# Крістен Вісе
Крістен Вісе (норв. Christen Wiese, 22 серпня 1876 — 31 березня 1968) — норвезький яхтсмен.
Олімпійський чемпіон 1920 року в класі 12 метрів (правила 1919 року).